# 安·帕克
安·帕克（英語：Ann Packer，1942年3月8日—），英国女子田径运动员。她曾代表英国参加1964年夏季奥林匹克运动会田径比赛，获得女子800米金牌和女子400米银牌。